# Historia LGBT en Polonia

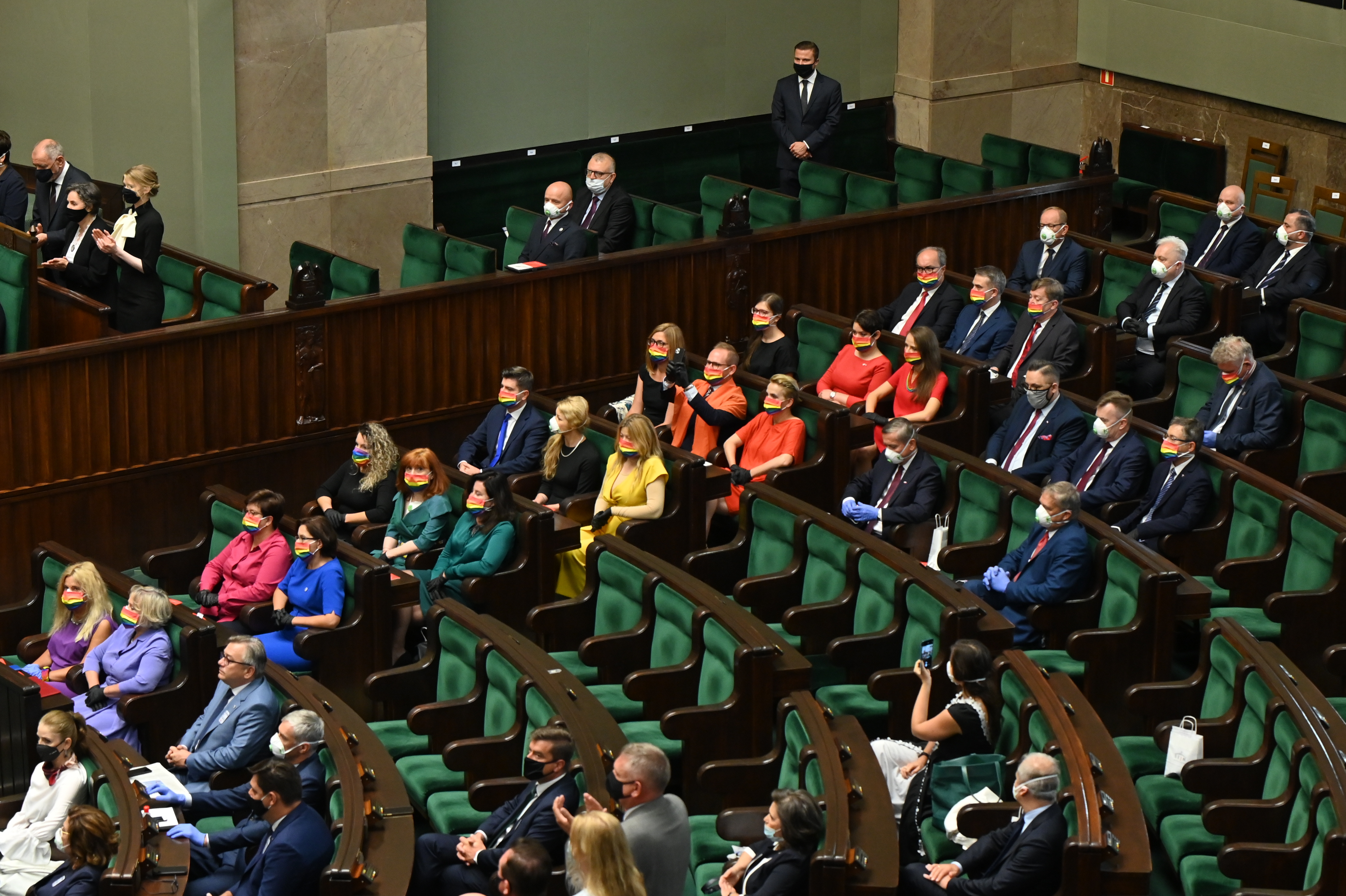
Algunos miembros de la oposición del Sejm formaron un arcoíris para protestar por la toma de posesión del presidente Andrzej Duda en 2020.

La homosexualidad en Polonia ha sido legal desde 1932. Sin embargo, la homosexualidad ha sido un tema tabú durante la mayor parte de la historia de Polonia, y sumado a la falta de discriminación legal a menudo han llevado a la falta de fuentes históricas sobre el tema. La homofobia ha sido una actitud pública común en Polonia debido a la influencia de la Iglesia Católica en la vida pública polaca y al conservadurismo social generalizado en Polonia. La homosexualidad en Polonia fue despenalizada en 1932, pero criminalizada después de la invasión soviética y nazi de 1939.

## Historia temprana
Debido a la falta de fuentes históricas y la censura de la Iglesia Católica a lo largo de los siglos, es difícil reconstruir las religiones, costumbres y tradiciones eslavas cuando se trata de personas LGBT.
Muchos países eslavos, si no todos, que aceptaron el cristianismo, adoptaron la costumbre de hacer votos reconocidos por la iglesia entre dos personas del mismo sexo (normalmente hombres) llamados bratotvorenie/pobratymienie/pobratimstvo, traducción del griego adelphopoiesis, la ceremonia para "hacer un hermano". La naturaleza precisa de esta relación sigue siendo muy controvertida; algunos historiadores los interpretan como esencialmente un matrimonio homosexual de hombres. Tales ceremonias se pueden encontrar en la historia de la Iglesia Católica hasta el siglo XIV y en la Iglesia Ortodoxa Oriental hasta principios del siglo XX. De hecho, en las fuentes polacas, los votos de bratotvorenije aparecen en los libros de oración ortodoxos hasta el siglo XVIII en las regiones de Chełm y Przemyśl.
Boleslao V el Casto nunca consumó su matrimonio, lo que algunos historiadores ven como un signo de su homosexualidad.
A lo largo de la historia, la homosexualidad, ya sea verdadera o supuesta, a menudo se usó como arma para que las personas la usaran contra sus enemigos políticos o ideológicos, y para difamar a figuras históricas muertas. Boleslao II el Temerario fue acusado de "sodomía" por el historiador medieval Jan Długosz. También atribuyó la derrota y muerte de Vladislao III Jagellón, el único rey cruzado no canonizado en Varna, al rey que yacía con un hombre antes de esta batalla decisiva.
La Ley de Magdeburgo, bajo la cual se construyeron muchas ciudades, castigaba con la muerte el incumplimiento del 6º Mandamiento ("No cometerás adulterio"); sin embargo, los castigos reales por adulterio dictados por los jueces en casos registrados incluyeron prisión, multas financieras o ser objeto de picoteo. Pronto, la opinión del público en general sobre el sexo extramatrimonial se volvió más indulgente. La única sentencia de muerte conocida ejecutada por "pecados contra la naturaleza" fue el caso de Wojciech Skwarski de Poznań en 1561. Wojciech se consideraba hombre, hasta que surgieron dudas en su juventud y los funcionarios y el alcalde de Poznań inspeccionaron su género. Decidieron que Wojciech era mujer y debería vestirse como mujer y ser conocida como tal por la comunidad local de ahora en adelante. Después de huir de Poznań, Wojciech viajó por todo el país y se casó, como mujer, con tres hombres: Sebastian Słodownik de Poznań, Wawrzyniec Włoszek de Cracovia y Jan el herrero (casado durante el matrimonio de Wojciech con Wawrzyniec). La sentencia (quemar en la hoguera) tuvo en cuenta otras fechorías de Wojciech, como robos frecuentes, golpear (y probablemente matar) a su primer esposo con un ladrillo durante una discusión, acostarse con muchas mujeres (incluidas mujeres casadas) y tener una taberna en Poznan. El caso de Wojciech y su sexo y género ambiguos fue descrito (con expediente de caso de 1561 republicado) por el médico Leon Wachholz en su trabajo sobre "historia del hermafroditismo", lo que sugiere que podrían haber sido intersexuales. La única otra sentencia por el acto de sodomía (paliza pública y exilio) fue el caso de Agnieszka Kuśnierczanka, en 1642, quien se vistió de hombre y cometió "cortejo masculino imaginario". Otros documentos judiciales mencionan las relaciones entre personas del mismo sexo sin utilizar terminología despectiva. Se mencionan de manera neutral como hechos en casos de delitos no relacionados, lo que demuestra que las relaciones entre personas del mismo sexo se toleraron en silencio y no se enjuiciaron activamente.
Durante el período barroco, el público en general ignoraba la homosexualidad. Se consideró una excepción que procedía del Occidente "degenerado" y se daba entre la nobleza que allí tenía contactos y los enfermos mentales. Turquía fue considerada uno de los lugares donde se originaron las relaciones lésbicas. Los viajeros del siglo XVIII compartían esas creencias y elogiaban a Polonia, contrastándola con sus vecinos. Las acusaciones de sodomía todavía se usaban como método para menospreciar a los opositores políticos, como fue el caso de Vladislao IV, Miguel Korybut Wiśniowiecki y Jacobo Sobieski.
Según el cronista Marcin Matuszewicz, el príncipe Janusz Aleksander Sanguszko de Dubno "tenía a los hombres con fines amorosos". (Su esposa, Konstancja Denhoff, regresó con sus padres "sin recibir ninguna prueba matrimonial de su esposo, excepto un buenos días al amanecer y una buena noche al anochecer"). Donó la ciudad de Koźmin y diecisiete pueblos a su amante, Karol Szydłowski. Sanguszko tenía una serie de favoritos abiertamente respaldados (y financiados por él) hasta que Kazimierz Chyliński, cuyo padre quería que volviera con su esposa, fue arrestado en Gdańsk y encarcelado durante 12 años. Después de este incidente, Sanguszko mantuvo solo amantes secretos hasta la muerte de su padre, pero luego volvió a las prácticas pasadas. Vale la pena señalar que Sanguszko no tenía miedo de mantener públicamente amantes masculinos mientras mantenía la posición pública de un lituano Miecznik (portador de la espada). De manera similar, Jerzy Marcin Lubomirski tenía un joven cosaco favorito, a quien hizo rico y noble (comprando el estatus de Poniatowski). El príncipe, que tuvo cuatro matrimonios breves y numerosos amantes femeninos y masculinos, fue objeto de un escándalo en los periódicos cuando apareció vestido de mujer en un baile de máscaras en Varsovia en 1782.
Durante el período de la Ilustración, a pesar de la fascinación por la antigüedad y la liberalización intelectual, las creencias homofóbicas no desaparecieron por completo: la profesión médica consideraba las "desviaciones sexuales" (homosexualidad, incesto, zoofilia, etc.) un signo de "degeneración mental".

## Particiones
El Código Napoleónico, introducido en el Ducado de Varsovia en 1808, guardaba silencio sobre la homosexualidad. Después de 1815, los tres países que dividieron Polonia declararon explícitamente ilegales los actos homosexuales. En la Polonia del Congreso, la homosexualidad se criminalizó en 1818, en Prusia en 1871 y en Austria en 1852. El nuevo código de derecho de Rusia (llamado Kodeks Kar Głównych i Poprawczych/Уложение о наказаниях уголовных и исправительных 1845 года) en 1845 penalizó la homosexualidad con la relegación forzosa en Siberia.
En el siglo XIX, debido a la ausencia frecuente de los hombres (insurrecciones, exilios a Siberia, etc.), las mujeres polacas solían asumir tareas tradicionalmente masculinas, como la gestión del hogar. Las normas sociales eran más laxas en el campo, lo que permitía a las mujeres tener más libertades que en las ciudades o en Europa Occidental. Hay ejemplos conocidos de mujeres que viven juntas con sus parejas femeninas desde hace mucho tiempo, como la escritora Maria Konopnicka y la pintora Maria Dulębianka, Maria Rodziewiczówna y Helena Weychert o Paulina Kuczalska-Reinschmit y Józefa Bojanowska. La activista por los derechos de la mujer Romana Pachucka (1886-1964) mencionaría más tarde en sus diarios a esas parejas, notando que en cada pareja una de las mujeres se presentaba más masculina y la otra más femenina. Se sabe que Narcyza Żmichowska tuvo una aventura con la hija de un rico magnate, lo que más tarde la inspiró a escribir una novela titulada Poganka ("Mujer pagana"). En 1907, otra escritora, Maria Komornicka, quemó vestidos femeninos, anunció su nuevo nombre masculino, Piotr Odmieniec Włast, y siguió vistiéndose como un hombre y escribiendo con ese nombre.

## Segunda República Polaca
La revista Wiadomości Literackie ("Noticias literarias"), que publicaba muchos escritores de la época, cubría con frecuencia temas que rompían los tabúes sexuales y morales polacos, como la anticoncepción, la menstruación o la homosexualidad. Los defensores más conocidos de estos temas fueron Tadeusz Boy-Żeleński e Irena Krzywicka. Fueron considerados propagadores de la "reforma moral" por Czesław Lechicki y otros. En 1935, Boy-Żeleński, Wincenty Rzymowski y Krzywicka, entre otros, establecieron la Liga Reformy Obyczajów (Liga de Reforma de las Costumbres (Morales)).
Las discusiones para romper tabúes se limitaron solo a los círculos literarios y fueron iniciadas por los movimientos de emancipación de la mujer, mientras que la sociedad mayoritaria (católica) todavía tenía prejuicios y consideraba la homosexualidad como un pecado. Los escritores estaban ansiosos por incluir tramas secundarias homosexuales en sus obras y analizar la psique de los personajes homosexuales y bisexuales. Muchas figuras culturales también se declararon homosexuales o bisexuales en sus comunidades, incluidos Jarosław Iwaszkiewicz y Maria Dąbrowska. Ejemplos de tramas secundarias gay incluyen los escritos de Jarosław Iwaszkiewicz, Zofia Nałkowska (Romans Teresy Hennert), Jan Parandowski (Król Życia, Adam Grywałd) y la ópera El rey Roger del compositor gay Karol Szymanowski, que suscitó controversia en su estreno. El único borrador de su novela gay Ephebos se quemó en el apartamento del guardián de la novela, Iwaszkiewicz, en septiembre de 1939.
En 1932, las leyes de la Polonia independiente despenalizaron la homosexualidad, que entonces era legal, pero aún un tabú. También dio como resultado que hubiera menos material histórico (como informes policiales o transcripciones judiciales) sobre la subcultura gay del período de entreguerras que en muchos otros países europeos.
Varias historias de personas LGBTI llegaron a la prensa como "sensaciones", como el asesinato del abogado Konrad Meklenburg en septiembre de 1923, con varios periódicos del país aludiendo a su "anomalía sexual" y "ser visto con niños pequeños" como motivos del crimen, y un periódico afirmando que fue sentenciado a prisión por homosexualidad en Alemania. Pronto, en noviembre de 1923, un tabloide de Varsovia titulado "Express Poranny", seguido de periódicos posteriores de Varsovia y de fuera de la capital, publicó informaciones sensacionalistas acusando a una médica abiertamente feminista y lesbiana, Zofia Sadowska, de seducir a pacientes femeninas (incluidas menores), organizar orgías lésbicas con elementos sádicos, administrar un burdel lésbico y administrar drogas a las mujeres para hacerlas dependientes de ella (la investigación policial no demostró la veracidad de los cargos). Estas publicaciones iniciaron un "escándalo griego antiguo (lésbico)" de varios años relacionado con la persona de la Dra. Sadowska, y varios juicios por difamación, ampliamente difundidos en la prensa y burlados en los cabarets, con varios personajes famosos involucrados. Durante el juicio, interrogada por el abogado defensor, Sadowska dijo que "la acusación de practicar el amor lésbico no es vergonzosa". Tras el escándalo, la figura de Zofia Sadowska como científica y médica ha sido borrada de la memoria colectiva. Otra figura pública que llamó la atención de la prensa fue la atleta que batió récords, Zofia Smętek, cuya apariencia masculina fue fuente de muchos rumores de prensa y bromas de cabaret. Smętek, intersexual confirmada por los médicos en 1937, decidió someterse a una cirugía de transición de género a masculina y de reasignación de sexo, y su comunicado de prensa provocó un nuevo aumento en el interés público, incluso internacional, con Witold Smętek (nombre posterior a la transición) dando una entrevista en 1939 a Reuters y convirtiéndose en tema de un libro francés titulado Confession amoureuse d'une femme qui devint homme ("Confesión de amor de una mujer que se convirtió en hombre").

## Segunda Guerra Mundial
Durante la ocupación nazi de Polonia en la Segunda Guerra Mundial, los polacos homosexuales y bisexuales no eran una categoría específicamente perseguida y, a diferencia de los alemanes homosexuales y bisexuales, no fueron castigados por el artículo 175. Sin embargo, todavía fueron perseguidos y asesinados como polacos. Diarios como Z Auszwicu do Belsen de Marian Pankowski y Anus mundi de Wiesław Kielar son testimonio de las experiencias de los prisioneros homosexuales durante la guerra.

## República Popular de Polonia
En 1948, la ley fijó la edad de consentimiento para todos los actos sexuales en 15 años. Aparte de eso, las leyes liberales de entreguerras sobre la homosexualidad no han cambiado. El partido comunista gobernante censuró activamente la información sobre el Informe Kinsey, para que el público no supiera sobre su investigación y sus descubrimientos. La milicia (cuerpo policial) investigó la subcultura gay (por ser muy hermética y cerrada) y trató de determinar si la orientación sexual era un factor en la actividad delictiva. El interés de la milicia no incluía a las mujeres lesbianas y bisexuales que eran "invisibles" en la vida pública. Según Lukasz Sculz de la Universidad de Amberes, los hombres homosexuales en la Polonia de 1980 a menudo corrían el riesgo de sufrir violencia física por parte de hombres heterosexuales.
En cuanto a la historia transgénero, la primera cirugía de reasignación de sexo en Polonia se llevó a cabo en 1963 en Szpital Kolejowy (Hospital Ferroviario) en Międzylesie (parte actual de Wawer), pero dichas intervenciones quirúrgicas se llevaron a cabo con frecuencia unos 20 años después. La primera reunión registrada sobre temas transgénero, incluidos oradores y oyentes transgénero, tuvo lugar el 10 de diciembre de 1985 en el Departamento de Sexología y Patología de las Relaciones Interpersonales, Centro Médico de Educación de Posgrado en Varsovia. Los registros de esta discusión se publicaron en el libro Apokalipsa Płci ("Apocalipsis de género") de Kazimierz Imieliński y Stanisław Dulko.
La Iglesia Católica, ahora una fuerza social de resistencia contra el nuevo sistema y todavía una influencia importante en la vida polaca, se convirtió en un factor que convirtió la homosexualidad en algo escandaloso en muchos círculos y grupos sociales. Sin embargo, Jerzy Zawieyski, que representaba a los católicos en el parlamento, era gay y vivía con su pareja Stanisław Trębaczkiewicz. Creció una subcultura gay, principalmente en áreas donde se practicaba cruising. En los años 70, los movimientos gay crecieron en Europa occidental y algunos países del bloque soviético —Alemania del Este y la Unión Soviética— mientras que la subcultura gay polaca tendía a ser menos activista y políticamente más pasiva. Esto se atribuye al impacto del catolicismo en la sociedad polaca y a la falta de sanciones legales por actos homosexuales.
Las raíces de los movimientos gay polacos se encuentran en las cartas enviadas a organizaciones occidentales, como HOSI Wien (Asociación LGBT de Austria), y en las reacciones a la crisis del SIDA. En 1982, HOSI Wien creó una subunidad dedicada a Europa del Este - EEIP (Eastern Europe Information Pool) y procedió a llevar a cabo un trabajo pionero contactando y ayudando a los pequeños grupos LGBT recién nacidos en Europa del Este. También ayudó a llamar la atención de la Asociación Internacional de Lesbianas, Gays, Bisexuales, Trans e Intersex (ILGA), dominada por organizaciones LGBT occidentales que desconocían la situación en Europa del Este en ese momento. Andrzej Selerowicz, que cooperó con la EEIP, celebró reuniones conspirativas de personas LGBT polacas en 1983 y 1984 y, a pesar de la vergüenza y la ansiedad generales de muchos de los invitados por hablar sobre temas LGBT, las reuniones impulsaron iniciativas como nuevos grupos y un boletín de noticias de estilo samizdat en formato de revista titulado Etap. Un artículo de 1985 titulado "Jesteśmy inni" ("Somos diferentes") en el prominente semanario Polityka inició una discusión nacional sobre la homosexualidad. En el mismo año, el Ministerio de Salud estableció oficinas de Plenipotenciarios para el SIDA y un equipo de diez personas de expertos en SIDA. Esto fue un año antes de que se notara el primer caso de SIDA en Polonia.
The Normal Heart, una obra autobiográfica de Larry Kramer, se estrenó en Polonia en 1987 en el Teatro Polaco de Poznań, donde fue dirigida por Grzegorz Mrówczyński. El elenco polaco incluyó a Mariusz Puchalski como Ned Weeks y Mariusz Sabiniewicz como Tommy Boatwright, con Andrzej Szczytko como Bruce Niles e Irena Grzonka como la Dra. Emma Brookner. La adaptación televisiva se estrenó en el canal TVP el 4 de mayo de 1989, un mes antes de las primeras elecciones libres en el país desde 1928.

### Operación Jacinto
El gobierno utilizó las tradicionales actitudes negativas hacia la homosexualidad como medio para hostigar, chantajear y reclutar colaboradores para los servicios de inteligencia. La culminación de estas prácticas fue la Operación Jacinto lanzada el 15 de noviembre de 1985, por orden del Ministro del Interior Czesław Kiszczak. Esa mañana, en diferentes colegios, fábricas y oficinas de Polonia, funcionarios de la Służba Bezpieczeństwa (SB) (una fuerza de policía secreta) arrestaron a numerosos hombres sospechosos de ser homosexuales o de tener conexiones con "grupos homosexuales". Su propósito era crear una base de datos nacional de todos los hombres homosexuales polacos y las personas que estaban en contacto con ellos, y dio como resultado el registro de unas 11 000 personas. Oficialmente, la propaganda polaca declaró que los motivos de la acción fueron los siguientes:
- Miedo al virus del VIH recién descubierto, ya que los homosexuales eran considerados un grupo de alto riesgo.
- Control de bandas criminales homosexuales (ya que la subcultura gay ha sido muy hermética).
- Lucha contra la prostitución.

Hay sospechas de que la operación no solo fue un medio para chantajear y reclutar colaboradores, sino que también tenía como objetivo desarrollar movimientos de derechos humanos. El activista gay Waldemar Zboralski dijo en sus memorias que la razón por la que las organizaciones gay fueron atacadas fue su correspondencia activa con organizaciones occidentales. En 2005 se reveló que los "archivos rosa" de las víctimas de los operativos aún se encuentran en poder del Instituto de la Memoria Nacional (IPN). A pesar de las cartas de activistas LGBT que pedían que fueran destruidos, el IPN afirmó que sería ilegal que lo hicieran.

### Movimiento Homosexual de Varsovia

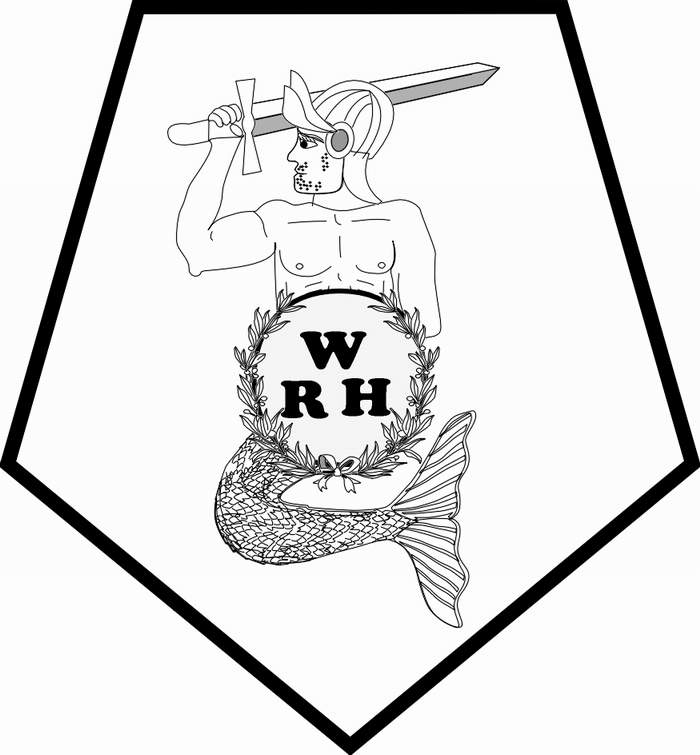
Escudo del Movimiento Homosexual de Varsovia.

En respuesta a la Operación Jacinto, el Movimiento Homosexual de Varsovia se inició en una reunión privada en 1987, inicialmente solo para hombres homosexuales. Los fundadores fueron un grupo de activistas, encabezado por Waldemar Zboralski, Sławomir Starosta y Krzysztof Garwatowski. Sin embargo, las lesbianas comenzaron a unirse al grupo durante su primer mes de actividad.
Las primeras actividades de WRH se centraron en el sexo seguro, la prevención contra el SIDA y alentar a las personas homosexuales a hacerse la prueba de detección del VIH. La reacción de los principales medios de comunicación polacos y el Ministerio de Salud a la existencia del Movimiento Homosexual de Varsovia fue positiva, a diferencia de la reacción del general Czesław Kiszczak, ministro del Interior, quien intervino en los intentos de legalizar a WRH como organización bajo la Ley de Asociaciones en marzo de 1988, habiendo sido influenciado por la Iglesia Católica.
El Movimiento Homosexual de Varsovia fue mencionado como un grupo políticamente activo del movimiento independentista polaco, por el analista de Radio Free Europe Jiří Pehe, en su encuesta publicada en 1988 y 1989.

## Tercera República polaca
El 28 de octubre de 1989 se estableció una asociación de grupos conocida como Lambda, registrada por el Tribunal del Voivodato de Varsovia el 23 de febrero de 1990. Entre sus prioridades se encontraba la difusión de la tolerancia, la sensibilización y la prevención del VIH. Con la propagación del SIDA, en la primavera de 1990, Jarosław Ender y Sławomir Starosta iniciaron una campaña llamada Kochaj, nie zabijaj ("Ama, no mates"), un "movimiento social juvenil destinado a crear conciencia sobre el SIDA".

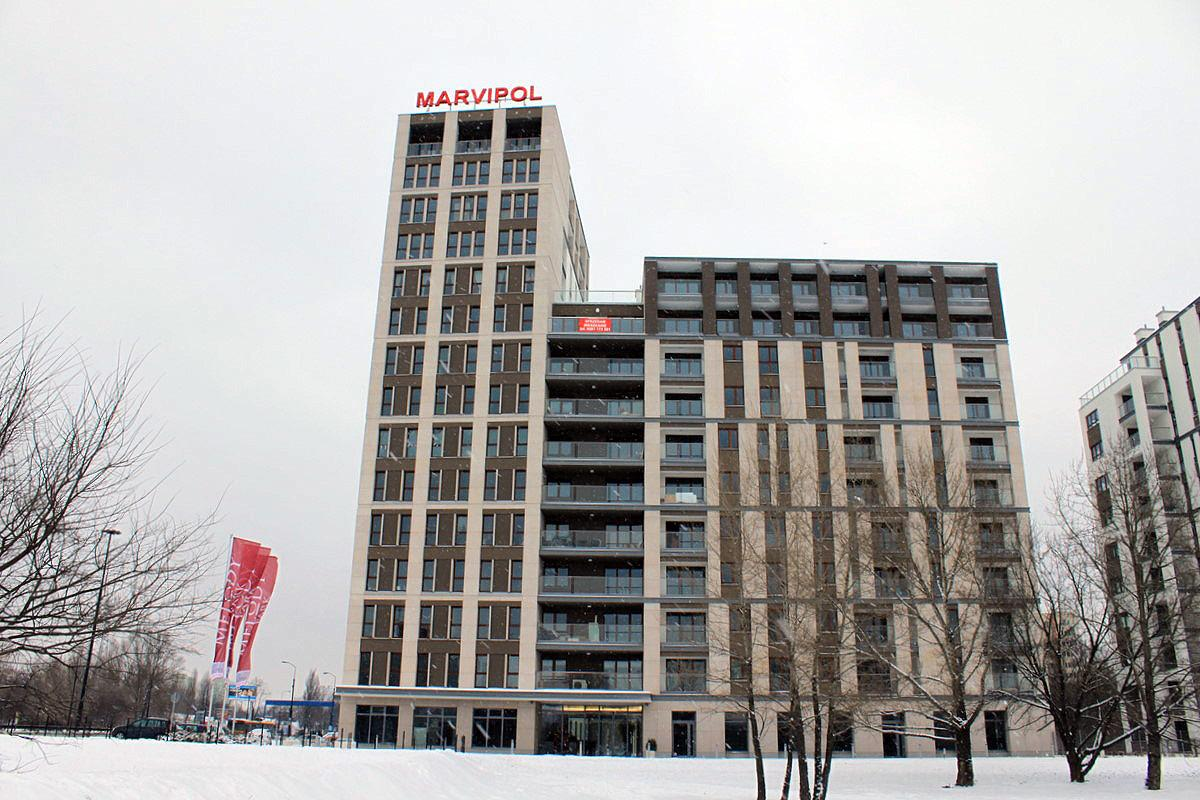
Puławska 255/257, ubicación del Café Fiolka.

El primer número de Inaczej ("Diferentemente"), una revista para minorías sexuales o "aquellos que aman de manera diferente" (que se convirtió en un eufemismo común en polaco), se publicó en junio de 1990. El creador fue Andrzej Bulski, bajo el seudónimo de Andrzej Bul. Era el propietario de la editorial Softpress, que había publicado varios libros relacionados y orientados a LGBT en la década de 1990. El 7 de octubre de 1990 fue el día de la inauguración del club Café Fiolka en Puławska 257 en Varsovia, el primer club gay oficial en Polonia. Fue cerrado en 1992 después de repetidos actos de vandalismo. En 1991 se publicó por primera la revista mensual masculina gay polaca, titulada Okay (que cerró en 1992), distribuido en todo el país en las tiendas de periódicos Ruch. Inicialmente fue redactado por el escritor y poeta Tadeusz Olszewski, bajo el seudónimo de Tomasz Seledyn.
La primera salida del clóset oficial en los medios polacos fue un artículo en la edición de septiembre de 1992 de la revista Kobieta i Życie ("Mujer y vida") sobre el renombrado y conocido actor Marek Barbasiewicz. La primera revelación pública lesbiana fue una declaración de Izabela Filipiak en la revista Viva en 1998.
A pesar del nacimiento del activismo LGBT, algunos políticos optaron por utilizar el alarmismo contra los ciudadanos LGBT como estrategia para ganar popularidad. Esto incluyó a Kazimierz Kapera, el viceministro de salud, quien fue destituido de este cargo en una llamada telefónica del primer ministro Jan Krzysztof Bielecki en mayo de 1991 después de decir en la televisión pública que la homosexualidad es una desviación y la razón de la epidemia de SIDA. El 14 de febrero de 1993, un grupo de personas asociadas a Lambda realizó una manifestación bajo la Columna de Segismundo, reclamando sus "derechos al amor"; fue la primera manifestación pública LGBT en Polonia. En 1998 hubo un acontecimiento en el que varias personas LGBT, incluido el activista Szymon Niemiec, sostenían tarjetas con los nombres de sus ocupaciones mientras usaban máscaras faciales. En la primavera de 1995, los inmigrantes polacos establecieron un grupo llamado Razem (Juntos) en Nueva York, que ayudó a los inmigrantes LGBT polacos a contactar a la comunidad LGBT en Polonia e integrarse en Estados Unidos. Razem era parte del Centro de Servicios Comunitarios de Lesbianas y Gays (L&GCSC). En 1996, inspirado por Olga Stefania, se estableció OLA-Archiwum (Archivo Lésbico Feminista Polaco) y se registró como asociación en 1998. Entre 1997 y 2000, OLA publicó ocho números de Furia Pierwsza ("Furia la Primera"), una "revista literaria lésbico feminista". El primer portal de Internet de la comunidad gay fue Inna Strona ("Un Sitio Diferente") que se creó en septiembre de 1996; pasó a llamarse Queer.pl y todavía está activo. Ese mismo año se creó el Sitio de Lesbianas Polacas. En 1998, se entregó por primera vez el premio Tęczowe Laury ("Laureles Arcoíris") por promover la tolerancia y el respeto hacia las personas LGBT. Jarosław Ender y Sławomir Starosta fueron los creadores de la idea. Algunas de las personas galardonadas con el premio fueron: Kora, Zofia Kuratowska, Monika Olejnik, Jerzy Jaskiernia y el diario Gazeta Wyborcza.

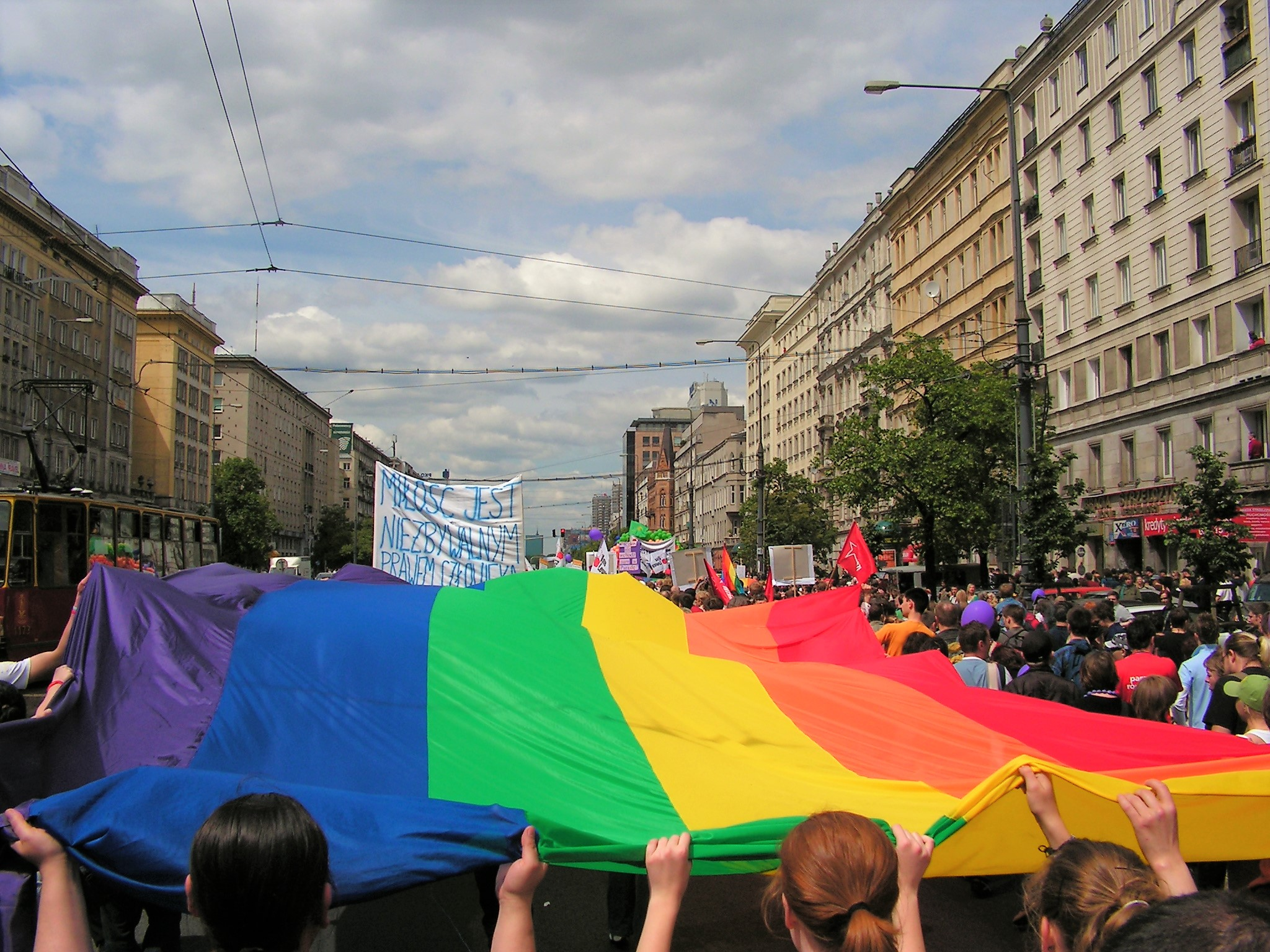
Marcha de la Igualdad de 2006 en Varsovia.

2001 fue el año en que se celebró el primer Desfile de la Igualdad en Varsovia, al que asistieron más de 300 personas. Esta fue la primera protesta a gran escala contra la discriminación homosexual. Ese mismo año se instaura la Campaña contra la Homofobia. En 2003 se llevó a cabo una campaña, Niech nas zobaczą ("Que nos vean"), que fue la primera campaña social artística contra la homofobia y consistió en 30 fotos hechas por Karolina Breguła que mostraban parejas de homosexuales y lesbianas y se exhibieron en exposiciones en galerías y se imprimieron en vallas publicitarias, que a menudo fueron destrozadas. En 2004 y 2005, los funcionarios negaron el permiso para el Desfile del Orgullo de Varsovia, citando la probabilidad de contramanifestaciones, interferencia con festividades religiosas o nacionales, falta de permiso, entre otras razones. Al desfile se opuso Lech Kaczyński (en ese momento alcalde de Varsovia y luego presidente de Polonia) del partido conservador Ley y Justicia, quien dijo que permitir un evento oficial del orgullo gay en Varsovia promovería un estilo de vida homosexual. En protesta, se organizó un evento diferente, Wiec Wolności (Veche de la Libertad) en Varsovia en 2004, y se estimó que atrajo entre 600 y 1000 asistentes. En respuesta a la prohibición de 2005, unas 2500 personas marcharon el 11 de junio de ese año, en un acto de desobediencia civil que condujo a varios arrestos breves. Al ingresar a la Unión Europea, Polonia tuvo que incorporar completamente las leyes contra la discriminación en su estructura legal, incluidas las que se ocupan de la discriminación por orientación sexual. El 1 de enero de 2004, una ley que incluía la prohibición de la discriminación en el lugar de trabajo basada en la orientación sexual pasó a formar parte de las leyes laborales polacas.
En las elecciones de 2011, Polonia hizo historia al elegir a sus primeros miembros LGBT del parlamento: Robert Biedroń, un hombre gay declarado, y Anna Grodzka, una mujer transgénero declarada, una de las fundadoras de la fundación Trans-Fuzja.

### Desde 2015

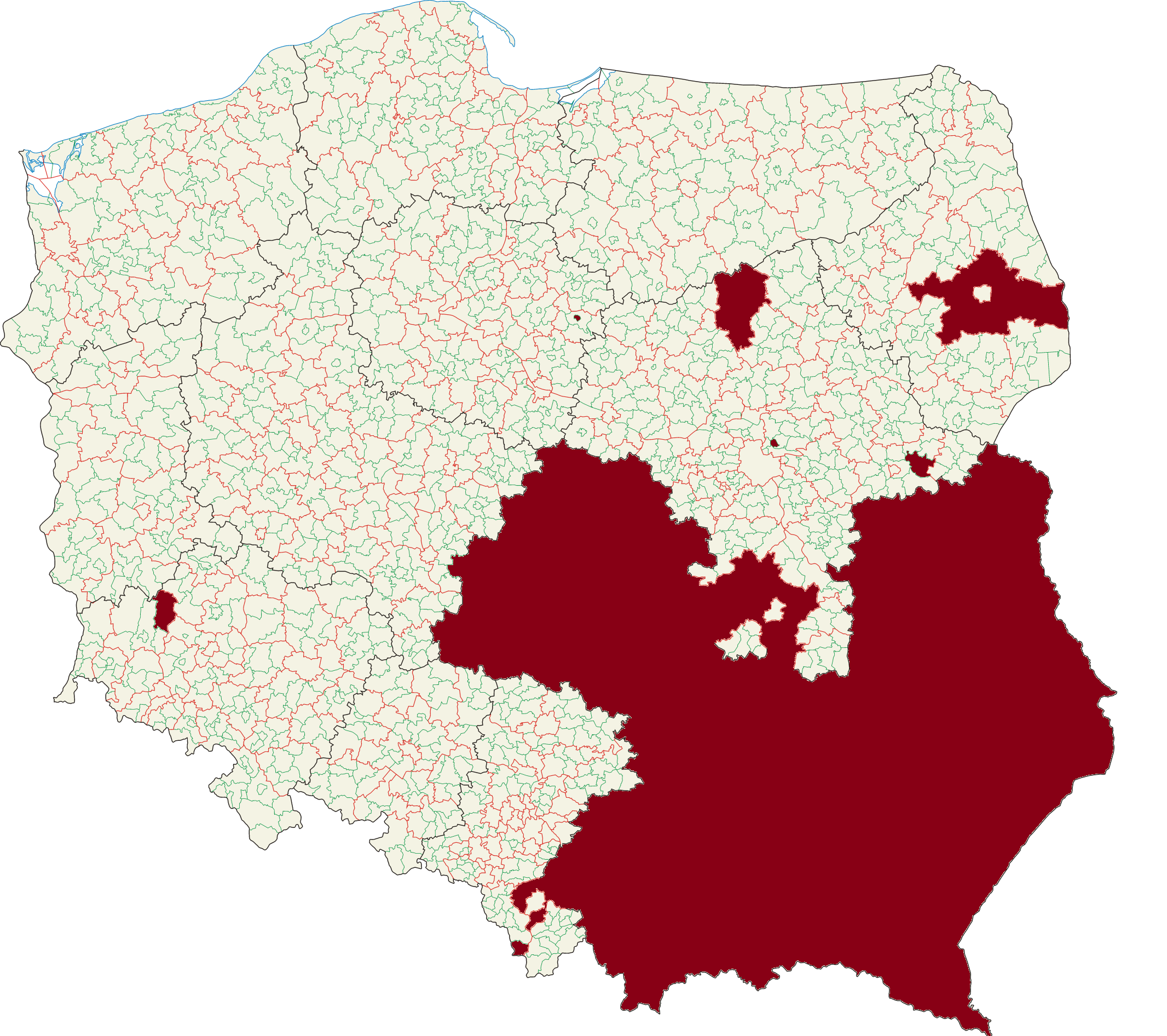
Mapa de Polonia con las «zonas libres de LGBT» declaradas (hacia enero de 2020) en un nivel de voivodato, powiat o gmina marcado en rojo.

Si bien antes de las elecciones parlamentarias polacas de 2015, el partido gobernante Ley y Justicia (PiS) adoptó una postura antiinmigrante, en el período previo a las elecciones parlamentarias polacas de 2019, el partido se centró en contrarrestar la "ideología LGBT" occidental. Varios municipios polacos y cuatro voivodados hicieron las llamadas declaraciones de "zona libre de LGBT", en parte en respuesta a la firma de una declaración en apoyo de los derechos LGBTQ por parte del alcalde de Varsovia, Rafał Trzaskowski. Si bien son solo simbólicas, las zonas declaradas señalan la exclusión de la comunidad LGBT. El periódico de derecha Gazeta Polska emitió pegatinas de "Zona libre de LGBT" para los lectores. La oposición y los diplomáticos polacos, incluida la embajadora de Estados Unidos en Polonia, Georgette Mosbacher, condenaron las pegatinas. El tribunal de distrito de Varsovia ordenó que se detuviera la distribución de las pegatinas hasta que se resuelva un caso judicial. Sin embargo, el editor de Gazeta desestimó el fallo diciendo que se trataba de "noticias falsas" y censura, y que el periódico continuaría distribuyendo la calcomanía. Gazeta continuó con la distribución de las calcomanías, pero modificó la calcomanía para que dijera "Zona Libre de Ideología LGBT".
En agosto de 2019, varios miembros de la comunidad LGBT declararon que se sienten inseguros en Polonia. La ONG All Out, financiada con fondos extranjeros, lanzó una campaña para contrarrestar los ataques, con unas 10 000 personas firmando una petición poco después del lanzamiento de la campaña. 2019 vio un aumento de la violencia contra las marchas del Orgullo, incluidos los ataques en la primera Marcha por la Igualdad de Białystok y un atentado con bomba en una marcha de Lublin, detenido por la policía.
En las elecciones presidenciales de Polonia de 2020, el presidente Andrzej Duda se centró en gran medida en los problemas LGBT y afirmó que "LGBT no son personas, es una ideología, que es más dañina que el comunismo"; ganó por poco la reelección. Según el informe 2020 de ILGA-Europa, Polonia ocupa el peor lugar entre los países de la Unión Europea en derechos LGBT. El 7 de agosto de 2020, 47 personas fueron arrestadas en el arresto masivo del denominado Stonewall polaco. Algunos de ellos protestaban pacíficamente por el arresto de Margot, activista LGBT, mientras que otros eran transeúntes. El Defensor del Pueblo polaco criticó las violaciones de derechos humanos por parte de la policía.
El 27 de septiembre, 50 embajadores y representantes de todo el mundo (incluidos los Representantes en Polonia de la Comisión Europea y del ACNUR, el Primer Director Adjunto de la Oficina de Instituciones Democráticas y Derechos Humanos de la OSCE, el Jefe de Oficina de la Organización Internacional para las Migraciones, el Secretario General de la Comunidad de Democracias) publicó una carta abierta a las autoridades polacas llamada "Los derechos humanos no son una ideología, son universales. 50 embajadores y representantes están de acuerdo" y dando su apoyo a los esfuerzos de las personas LGBT por la igualdad de derechos, el respeto de los derechos humanos fundamentales, la necesidad de protección contra el abuso verbal y físico y el discurso de odio; terminando con el texto en la parte inferior:

Los derechos humanos son universales y todas las personas, incluidas las personas LGBTI, tienen derecho a su pleno disfrute.

El 11 de noviembre de 2021, mientras los nacionalistas polacos de extrema derecha en una manifestación en Kalisz a la que asistían cientos de personas gritaban "Muerte a los judíos", el organizador de la manifestación dijo: "LGBT, pederastas y sionistas son los enemigos de Polonia".
El 6 de diciembre de 2024 fue inaugurado en Varsovia el QueerMuzeum, primer museo LGBT del país y que es administrado por la organización Lambda Varsovia.